# Chiesa di Maria Regina Martyrum
La chiesa di Maria Regina Martyrum (letteralmente: «Maria, Regina dei Martiri») è una chiesa parrocchiale cattolica di Berlino, sita nel quartiere di Charlottenburg-Nord.
In considerazione della sua importanza architettonica, è posta sotto tutela monumentale (Denkmalschutz).